# الجمهورية الليغورية
الجمهورية الليغورية (بالإيطالية: Repubblica Ligure)‏ هي جمهورية عميلة قصيرة الأجل شكلها نابليون الأول في 14 يونيو 1797. تألفت من جمهورية جنوة القديمة التي غطت معظم منطقة ليغوريا في شمال غرب إيطاليا وإقطاعيات صغيرة ملكها آل سافوا داخل أراضيها. صدر أول دستور لها في 22 ديسمبر 1797.